# Liste der Kulturgüter in Bäriswil
Die Liste der Kulturgüter in Bäriswil enthält alle Objekte in der Gemeinde Bäriswil im Kanton Bern, die gemäss der Haager Konvention zum Schutz von Kulturgut bei bewaffneten Konflikten, dem Bundesgesetz vom 20. Juni 2014 über den Schutz der Kulturgüter bei bewaffneten Konflikten sowie der Verordnung vom 29. Oktober 2014 über den Schutz der Kulturgüter bei bewaffneten Konflikten unter Schutz stehen.
Es sind weder A-Objekte noch B-Objekte auf dem Gemeindegebiet ausgewiesen, Objekte der Kategorie C fehlen zurzeit (Stand: 15. Januar 2024). Unter übrige Baudenkmäler sind Objekte zu finden, die im Bauinventar des Kantons Bern als «schützenswert» verzeichnet sind.

## Übrige Baudenkmäler
Hinweis: Als Objekt-Identifikator (ID) wird die Grundstücksnummer verwendet.
| ID  | Foto |                                                                                               | Objekt                                             | Typ | Standort                         | Beschreibung |
| --- | ---- | --------------------------------------------------------------------------------------------- | -------------------------------------------------- | --- | -------------------------------- | ------------ |
| 89  | ja   | Datei hochladen · Wikidata zu Bauernhaus (1909) (Q126398929)                                  | Bauernhaus (1909)                                  | G   | Hausmattweg 1 606785 / 207553    |              |
| 106 | ja   | Datei hochladen · Wikidata zu Ehemaliges Bauernhaus "Ruedelihütte" (17. Jh.) (Q126398932)     | Ehemaliges Bauernhaus "Ruedelihütte" (17. Jh.)     | G   | Neumatt 1 606775 / 207524        |              |
| 136 | ja   | Datei hochladen · Wikidata zu Ofenhaus (1. Hälfte 19. Jh.) (Q126398933)                       | Ofenhaus (1. Hälfte 19. Jh.)                       | G   | Rieglen 1a 606926 / 207451       |              |
| 159 | ja   | Datei hochladen · Wikidata zu Bauernhaus (1884) (Q126398934)                                  | Bauernhaus (1884)                                  | G   | Feld 1 607075 / 208076           |              |
| 177 | ja   | Datei hochladen · Wikidata zu Stöckli (1824) (Q126398936)                                     | Stöckli (1824)                                     | G   | Dorfstrasse 8 606664 / 207663    |              |
| 209 | ja   | Datei hochladen · Wikidata zu Bauernhaus (1768) (Q126398938)                                  | Bauernhaus (1768)                                  | G   | Hinterer Hubel 2 606703 / 207547 |              |
| 244 | ja   | Datei hochladen · Wikidata zu Ehemaliges Schulhaus (um 1830) (Q126398940)                     | Ehemaliges Schulhaus (um 1830)                     | G   | Dorfstrasse 2 606761 / 207580    |              |
| 248 | ja   | Datei hochladen · Wikidata zu Bauernhaus (1688) (Q126398942)                                  | Bauernhaus (1688)                                  | G   | Hubelweg 4 606682 / 207506       |              |
| 250 | ja   | Datei hochladen · Wikidata zu Speicher (1742) (Q126398944)                                    | Speicher (1742)                                    | G   | Hubelweg 1c 606739 / 207524      |              |
| 291 | ja   | Datei hochladen · Wikidata zu Ehemaliges Bauernhaus (1888) (Q126398946)                       | Ehemaliges Bauernhaus (1888)                       | G   | Hubelweg 10 606575 / 207508      |              |
| 291 | ja   | Datei hochladen · Wikidata zu Keramikwerkstatt "Röhrenhütte" (2. Hälfte 19. Jh.) (Q126398949) | Keramikwerkstatt "Röhrenhütte" (2. Hälfte 19. Jh.) | G   | Hubelweg 12 606549 / 207494      |              |
| 472 | ja   | Datei hochladen · Wikidata zu Ehemaliges Bauernhaus (1647) (Q126398955)                       | Ehemaliges Bauernhaus (1647)                       | G   | Hubelweg 7 606624 / 207478       |              |

Hinweis zur Legende: Anstelle der KGS-Nummer wird als Objekt-Identifikator (ID) die Grundstücksnummer verwendet.